# Drelów (gmina)
Drelów – gmina wiejska w województwie lubelskim, w powiecie bialskim. W latach 1975–1998 gmina położona była w województwie bialskopodlaskim.
Siedziba gminy to Drelów.
Według danych z 30 czerwca 2004 gminę zamieszkiwało 5577 osób. Natomiast według danych z 31 grudnia 2021 gminę zamieszkiwało 5252 osób.
Dawniej na tych terenach istniały gminy; Zahajki, Żerocin, Szóstka.
23 lutego 2025 na terenie gminy znaleziono pierwszy z odłamków bolidu Drelów, chondrytu nazwanego na cześć gminy.

## Ochrona przyrody
Na obszarze gminy znajdują się następujące rezerwaty przyrody:
- rezerwat przyrody Liski – chroni las o charakterze naturalnym z licznymi zespołami roślinnymi oraz gatunkami rzadkich roślin;
- rezerwat przyrody Omelno – chroni las lipowy naturalnego pochodzenia.

## Struktura powierzchni
Według danych z roku 2002 gmina Drelów ma obszar 228,03 km², w tym:
- użytki rolne: 57%
- użytki leśne: 36%

Gmina stanowi 8,28% powierzchni powiatu.

## Demografia

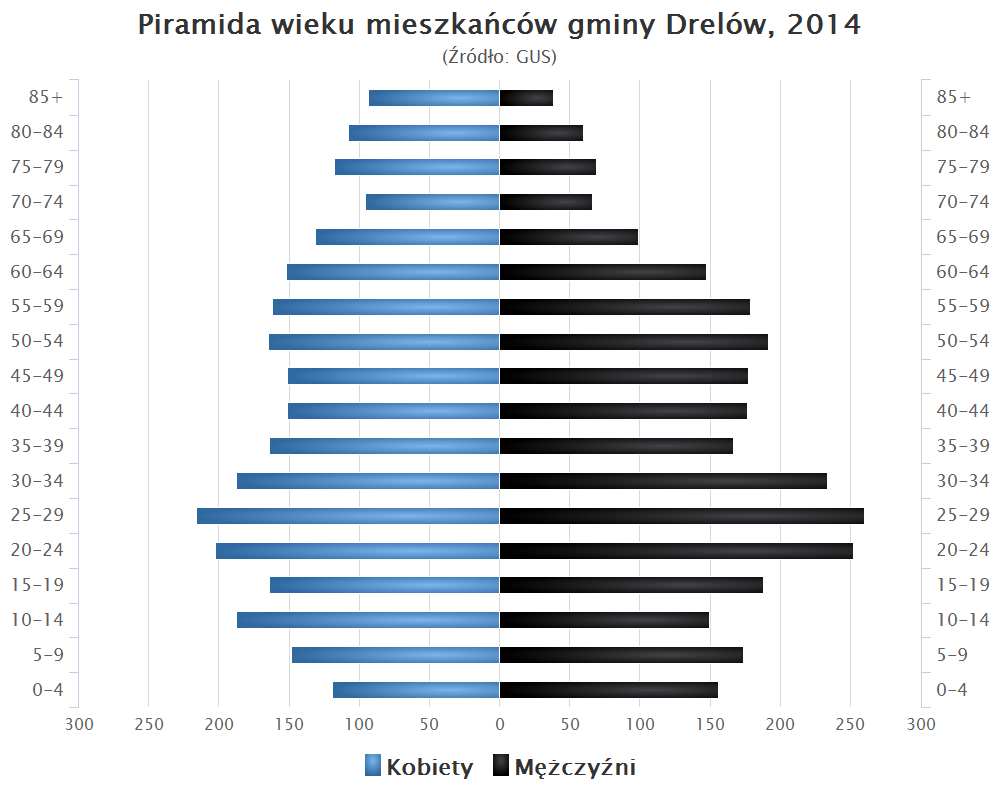
Piramida wieku mieszkańców gminy Drelów w 2014 roku

Dane z 31 grudnia 2017 roku:
| Opis                              | Ogółem | Ogółem | Kobiety | Kobiety | Mężczyźni | Mężczyźni |
| --------------------------------- | ------ | ------ | ------- | ------- | --------- | --------- |
| jednostka                         | osób   | %      | osób    | %       | osób      | %         |
| populacja                         | 5 460  | 100    | 2 698   | 49,4    | 2 762     | 50,6      |
| gęstość zaludnienia (mieszk./km²) | 24     | 24     | 11      | 11      | 13        | 13        |

## Sołectwa
Aleksandrówka, Danówka, Dołha, Drelów, Kwasówka, Leszczanka, Łózki, Pereszczówka, Przechodzisko, Sokule, Strzyżówka, Szachy, Szóstka, Witoroż, Worsy, Wólka Łózecka, Zahajki, Żerocin
Miejscowością podstawową bez statusu sołectwa jest osada leśna Okopy.

## Sąsiednie gminy
Biała Podlaska, Kąkolewnica, Komarówka Podlaska, Łomazy, Międzyrzec Podlaski, Międzyrzec Podlaski (miasto), Radzyń Podlaski, Wohyń